# World Series 1990
Le World Series 1990 sono state la 87ª edizione della serie di finale della Major League Baseball al meglio delle sette partite tra i campioni della National League (NL) 1990, i Cincinnati Reds, e quelli della American League (AL), gli Oakland Athletics. A vincere il loro quinto titolo furono i Reds per quattro gare a zero.
I Reds batterono gli A's campioni in carica che si erano qualificati per le terze finali consecutive. La serie è ricordata per la sette valide consecutive di Billy Hatcher. La vittoria per 4-0 estese la striscia dei Reds di nove gare consecutive vinte nelle World Series iniziata nel 1975. Al 2019 questa rimane l'ultima apparizione in finale per entrambe le squadre.

## Sommario
Cincinnati ha vinto la serie, 4-0.
| Gara | Data       | Risultato                                              | Stadio             | Tempo | Pubblico |
| ---- | ---------- | ------------------------------------------------------ | ------------------ | ----- | -------- |
| 1    | 16 ottobre | Oakland Athletics – 0, Cincinnati Reds – 7             | Riverfront Stadium | 2:48  | 55.830   |
| 2    | 17 ottobre | Oakland Athletics – 4, Cincinnati Reds – 5 (10 inning) | Riverfront Stadium | 3:31  | 55.832   |
| 3    | 19 ottobre | Cincinnati Reds – 8, Oakland Athletics – 3             | O. County Coliseum | 3:01  | 48.269   |
| 4    | 20 ottobre | Cincinnati Reds – 2, Oakland Athletics – 1             | O. County Coliseum | 2:48  | 48.613   |

## Hall of Famer coinvolti
- Reds: Barry Larkin
- Athletics: Tony La Russa (manager), Dennis Eckersley, Rickey Henderson